# Navid Mohammadzadeh
Navid Mohammadzadeh (en persa: نوید محمدزاده‎, nacido el 6 de abril de 1986) es un actor iraní. Ha recibido varios galardones, incluidos dos Crystal Simorgh, cuatro premios Hafez, tres premios Iran Cinema Celebration y cuatro premios de la Asociación de Escritores y Críticos de Cine de Irán. En 2017, ganó el Premio Orizzonti al Mejor Actor en el Festival Internacional de Cine de Venecia de 2017 por su actuación en No Date, No Signature.